# Crkva naše Gospe Libanonske u Montevideu
Crkva naše Gospe Libanonske (špa. Iglesia de Nuestra Señora del Líbano) je župna crkva Maronitske Crkve u urugvajskom glavnom gradu Montevideu.
Crkva je važno okupljalište članova libanonske manjine u Urugvaju. Stoga je i posvećena našoj Gospi Libanonskoj.
1924. u Urugvaj su došli maroniti iz Libanona, koji su početkom 1941. godine osnovali svoju župu.
Crkva se gradila od 1984. do 1986. prema nacrtima arhitekta i inženjera koje je izradio Eladio Dieste, urugvajski crkveni graditelj.